# Speocera eleonorae
Espèce
Speocera eleonorae est une espèce d'araignées aranéomorphes de la famille des Ochyroceratidae.

## Distribution
Cette espèce est endémique du Mato Grosso do Sul au Brésil. Elle se rencontre dans les grottes Gruta Harmonia à Bonito et Gruta do X-Coqueiro à Jardim.

## Étymologie
Cette espèce est nommée en l'honneur d'Eleonora Trajano.

## Publication originale
- Baptista, 2003 : Speocera eleonorae sp. n., the first troglomorphic spider from Brazilian caves (Araneae: Ochyroceratidae). Revista Ibérica de Aracnología, vol. 7, no , p. 221-224 (texte intégral).